# 't Hooge Erf

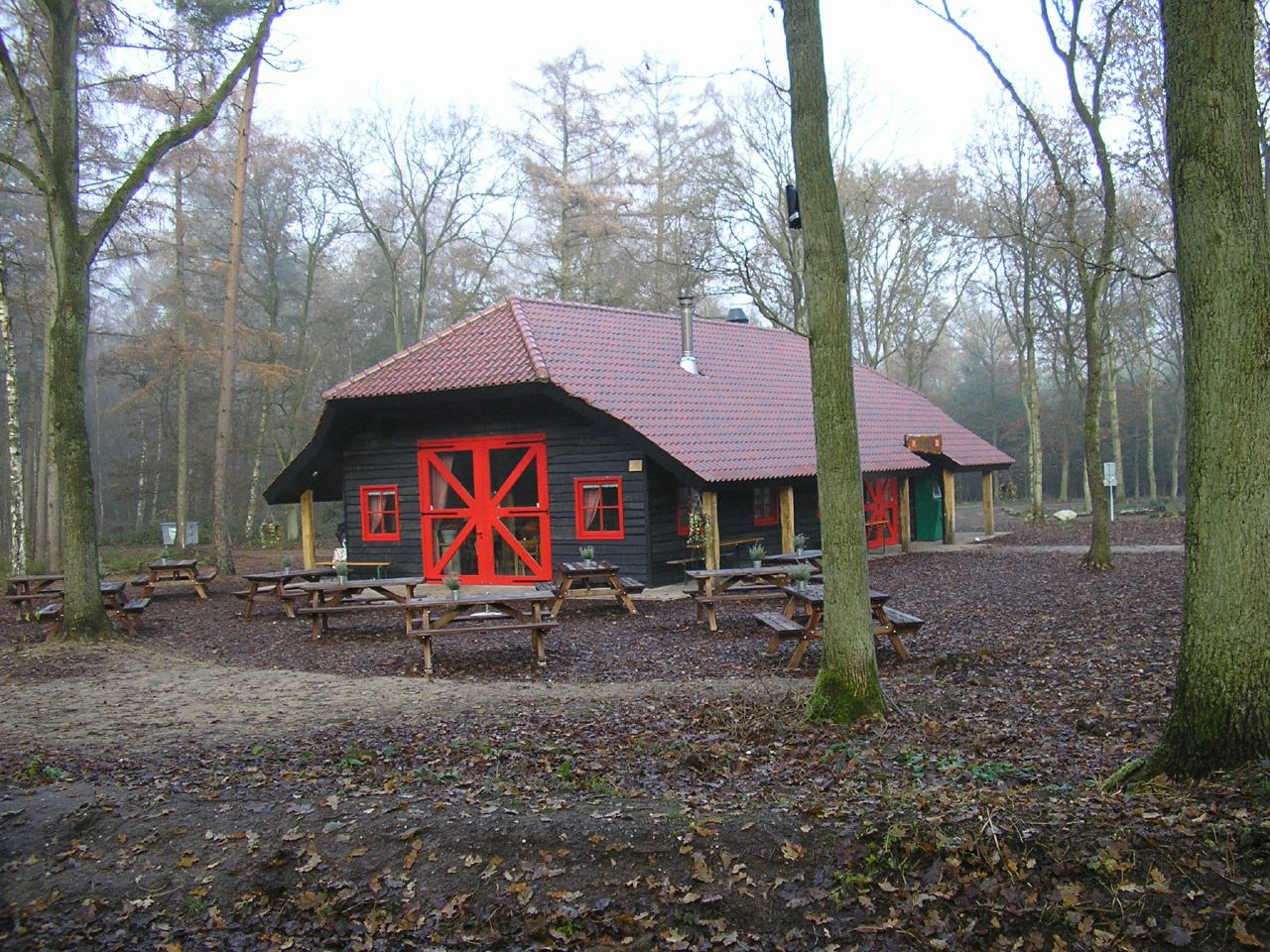
Gelijknamig theehuis in het natuurgebied.

 't Hooge Erf is een deel van boswachterij De Vuursche op de noordelijke Utrechtse Heuvelrug tussen Hilversum en Baarn. Het gebied is eigendom van Staatsbosbeheer.
Boswachterij De Vuursche bestaat naast 't Hooge Erf uit Kievitsdal en De Brandenburg en ligt, net als Lage Vuursche, in de Laagte van Pijnenburg. Deze laagte tussen Baarn, Soest en Bilthoven is onderdeel van de Utrechtse Heuvelrug maar lager en natter. Het bosgebied met loofbomen wordt afgewisseld met vakken naaldbomen. Er komen veel hoge koningsvarens in het gebied voor.

## Stuwwal
't Hooge Erf is van oorsprong een geïsoleerde stuwwal die werd gevormd door een gletsjer in de voorlaatste ijstijd, het Saalien. De ijslaag vormde tevens de Soester Eng en een verhoging onder het oosten van Baarn. 't Hooge Erf kreeg haar naam door deze hoge ligging. 'Erf' heeft als algemene betekenis 'gebied' of 'terrein' of 'grond die bij een huis hoort'.

## Wandelroute
In het gebied ligt theehuis 't Hooge Erf met het klimbos Gooi-Eemland aan de Hoge Vuurscheweg. Van hieruit zijn wandelroutes uitgezet:
- Hoge Erfwandeling (4 km ); rond het hoogste punt (+ 21 m NAP) aangegeven met gele paaltjes.
- Oertijdwandeling (10 km); langs oude grafheuvels door de bossen van De Vuursche, aangegeven met blauwe paaltjes